# LocalTalk
LocalTalk ist ein veraltetes proprietäres Netzwerksystem von Apple.

## Spezifikation
Genauer handelt es sich um eine spezielle Implementierung der Bitübertragungsschicht (nach OSI-Modell auf Level 1) für die AppleTalk-Protokollfamilie.
LocalTalk spezifiziert eine Zweidraht-Leitung, die den RS-422-Anschluss der älteren Apple Macintosh nutzt, der mit 230,4 kbit/s arbeitet und eine maximale Paketgröße von 603 Bytes zulässt; ohne Datenpräambel und ohne Trailer. Die Sende- und Empfangsleitungen der RS-422 Schnittstelle sind im LocalTalk-Betrieb gebrückt, elektrisch handelt es sich also wie bei Ethernet um ein Bussystem, zur Zugriffssteuerung wird CSMA/CA eingesetzt.
Zur Verdrahtung wird eine Splitter-Box eingesetzt, sie enthält zum einen galvanische Trennelemente, um Ausgleichsströme zwischen den einzelnen Stationen bei räumlich ausgedehnteren Netzwerken zu vermeiden; zum anderen stellt sie zwei Steckverbindungen zur Verfügung, um mehrere Arbeitsstationen zu einem Rechnernetz zusammenzuschalten. Die Enden des dadurch gebildeten Netzwerksegments wurden automatisch terminiert.
Ein einzelnes LocalTalk-Netzwerksegment kann bis zu 300 Meter Länge umfassen. Empfohlen wird der Betrieb von maximal 32 Geräten pro Segment.
Ursprünglich hieß LocalTalk AppleTalk Personal Network und arbeitete mit einem geschirmten Twisted-Pair-Kabel und einem Drei-Pin-Mini-DIN-Stecker. Die Geräte wurden ähnlich Thin Ethernet in einer Kette (Daisy Chain) verbunden.
Auch die Drucker von Apple waren mindestens optional mit einer Mac-kompatiblen, nur für LocalTalk gedachten RS-422-Schnittstelle ausgerüstet. Um in diesem Marktsegment ebenfalls erfolgreich sein zu können, haben auch andere Hersteller ihre Drucker mit passenden Schnittstellen ausgerüstet.
Bei Dateiübertragungen über AFP ergibt sich eine Übertragungsrate von etwa 22 KBytes/s.
Mit der Zeit wurde LocalTalk nicht zuletzt wegen
- der geringen Geschwindigkeit und
- der mit steigender Knotenzahl pro Strang zunehmender Prozessorlast (auch unbeteiligter Stationen)

von anderen Techniken wie Ethernet oder Token Ring in Bezug auf Geschwindigkeit und damit Komfort übertroffen.
Mit der Einführung des iMac 1998 wurde die Unterstützung von LocalTalk seitens Apple eingestellt.

## PhoneNet

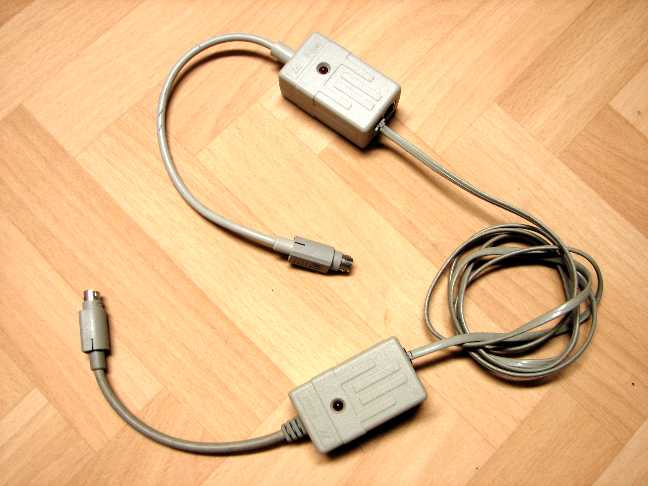
PhoneNet-kompatible Anschlussboxen

Eine Abwandlung von LocalTalk wurde von der Firma Farallon Computing unter dem Namen PhoneNet eingeführt. Dabei verwendete man einen einfachen RJ-11-Anschluss statt der aufwendigen Mini-DIN-Stecker und einfache Telefonkabel statt der teuren Twisted-Pair-Kabel. Die geringeren Kosten der Kabelverbindungen verschafften PhoneNet einen besseren Stand als LocalTalk und verdrängten es in kleineren Netzen sogar gänzlich.
Phonenet erlaubt bei einfachen Daisy Chains Längen von 600 Meter pro Strang, in speziellen Konstellationen bis zu 1200 Meter.
Ein weiterer Punkt zur Verbreitung von PhoneNet ist die Tatsache, dass vorhandene Telefoninstallationen in den USA die gleichen Steckverbinder benutzen und somit raumübergreifende Netzwerke ohne Kabelverlegearbeiten gebildet werden können – daher der Name „PhoneNet“. In der Folgezeit wurden von weiteren Herstellern Produkte auf RJ11-Basis veröffentlicht, um Kosten zu sparen teilweise mit manuell zu installierenden RJ11-Abschlusswiderständen statt der nutzerfreundlichen automatischen Terminierung.

## LocalTalk und IP
Mit der steigenden Bedeutung von TCP/IP in Rechnernetzen bot Apple eine Software namens MacIP Gateway an, die IP-Pakete in AppleTalk-Pakete einbettet. MacTCP bzw. OpenTransport auf Clientseite besitzen in ihren Einstellungen einen Modus, um diese Pakete wieder zu dekapsulieren und so IP auch über das eigentlich nur für AppleTalk geeignete LocalTalk zu nutzen. Auch Cisco hat in IOS entsprechende Funktionen eingebaut, auch wenn LocalTalk von den Routern selbst nicht unterstützt wird.
Durch die geringe maximale Größe von LocalTalk Paketen beträgt die MTU solchermaßen angebundener Rechner lediglich 576 Bytes.

## Integration von LocalTalk in Ethernet-Netzwerke
Mit der steigenden Verbreitung von Ethernet-Netzwerken in den 1990er Jahren bestand die Notwendigkeit, LocalTalk-Komponenten wie Drucker oder Rechner ohne Ethernet-Schnittstelle zu integrieren (Investitionsschutz).
Apple bot hierzu die Software LocalTalk Bridge an, mit der ein Macintosh mit beiden Schnittstellen als Software-Brücke fungiert. Diese Funktion kann auch mit dem Apple Internet Router abgebildet werden, wobei diese Software einen vollwertigen AppleTalk-Router für viele Schnittstellentypen abbildet.
Verschiedene Hersteller boten hardwarebasierende Ethernet-LocalTalk-Brücken an, deren Vorteile unter anderem
- geringerer Stromverbrauch als ein kompletter Rechner mit Softwarelösung,
- standortunabhängiger als ein kompletter Rechner,
- keine unnötige Belastung des Rechners durch Softwarebridging,
- weniger Netzwerkausfälle durch Fehlbedienung (versehentliches Ausschalten des Brückenrechners)

waren.
Einige Hersteller lieferten auch Brücken von Token Ring nach LocalTalk.

## Der AppleTalk-Protokollstapel
Die AppleTalk-Protokolle lassen sich in mehrere Schichten einteilen, die einen Protokollstapel (protocol stack) bilden.
Die Protokolle lassen sich wie folgt in das ISO-OSI-Referenzmodell einordnen:
| OSI-Schicht | AppleTalk-Protokollstapel | AppleTalk-Protokollstapel | AppleTalk-Protokollstapel | AppleTalk-Protokollstapel | AppleTalk-Protokollstapel | AppleTalk-Protokollstapel | AppleTalk-Protokollstapel |
| 7           |                           |                           | AFP                       | PAP                       |                           |                           |                           |
| 6           |                           |                           | AFP                       | PAP                       |                           |                           |                           |
| 5           | ZIP                       | ZIP                       | ASP                       |                           |                           | ADSP                      |                           |
| 4           |                           | ATP                       | ATP                       | AEP                       | NBP                       |                           | RTMP                      |
| 3           | DDP                       | DDP                       | DDP                       | DDP                       | DDP                       | DDP                       | DDP                       |
| 2           |                           | LLAP                      | ELAP                      | TLAP                      | FDDI                      | ←AARP                     |                           |
| 1           |                           | LocalTalk                 | Ethernet- Treiber         | Token Ring- Treiber       | FDDI- Treiber             |                           |                           |